# Fyé
Fyé és un municipi francès situat al departament del Sarthe i a la regió de País del Loira. L'any 2007 tenia 1.007 habitants.

## Demografia

### Població
El 2007 la població de fet de Fyé era de 1.007 persones. Hi havia 413 famílies de les quals 102 eren unipersonals (39 homes vivint sols i 63 dones vivint soles), 134 parelles sense fills, 142 parelles amb fills i 35 famílies monoparentals amb fills.
La població ha evolucionat segons el següent gràfic:
Habitants censats

### Habitatges
El 2007 hi havia 451 habitatges, 409 eren l'habitatge principal de la família, 12 eren segones residències i 30 estaven desocupats. 443 eren cases i 7 eren apartaments. Dels 409 habitatges principals, 302 estaven ocupats pels seus propietaris, 100 estaven llogats i ocupats pels llogaters i 7 estaven cedits a títol gratuït; 1 tenia una cambra, 24 en tenien dues, 76 en tenien tres, 111 en tenien quatre i 198 en tenien cinc o més. 259 habitatges disposaven pel capbaix d'una plaça de pàrquing. A 178 habitatges hi havia un automòbil i a 204 n'hi havia dos o més.

### Piràmide de població
La piràmide de població per edats i sexe el 2009 era:
| Homes | Edats   | Dones |
| ----- | ------- | ----- |
| 0     | 95 o +  | 0     |
| 0     | 90 a 94 | 0     |
| 0     | 85 a 89 | 12    |
| 12    | 80 a 84 | 4     |
| 16    | 75 a 79 | 16    |
| 16    | 70 a 74 | 28    |
| 28    | 65 a 69 | 32    |
| 16    | 60 a 64 | 20    |
| 24    | 55 a 59 | 0     |
| 16    | 50 a 54 | 24    |
| 44    | 45 a 49 | 28    |
| 40    | 40 a 44 | 40    |
| 52    | 35 a 39 | 20    |
| 24    | 30 a 34 | 52    |
| 32    | 25 a 29 | 24    |
| 8     | 20 a 24 | 4     |
| 24    | 15 a 19 | 36    |
| 36    | 10 a 14 | 32    |
| 24    | 5 a 9   | 40    |
| 32    | 0 a 4   | 12    |

## Economia
El 2007 la població en edat de treballar era de 636 persones, 493 eren actives i 143 eren inactives. De les 493 persones actives 461 estaven ocupades (235 homes i 226 dones) i 32 estaven aturades (15 homes i 17 dones). De les 143 persones inactives 63 estaven jubilades, 43 estaven estudiant i 37 estaven classificades com a «altres inactius».

### Ingressos
El 2009 a Fyé hi havia 407 unitats fiscals que integraven 1.017,5 persones, la mediana anual d'ingressos fiscals per persona era de 16.654 €.

### Activitats econòmiques
Dels 35 establiments que hi havia el 2007, 1 era d'una empresa extractiva, 2 d'empreses alimentàries, 1 d'una empresa de fabricació de material elèctric, 1 d'una empresa de fabricació d'altres productes industrials, 11 d'empreses de construcció, 6 d'empreses de comerç i reparació d'automòbils, 2 d'empreses de transport, 4 d'empreses d'hostatgeria i restauració, 1 d'una empresa financera, 1 d'una empresa de serveis, 4 d'entitats de l'administració pública i 1 d'una empresa classificada com a «altres activitats de serveis».
Dels 16 establiments de servei als particulars que hi havia el 2009, 1 era una oficina bancària, 2 tallers de reparació d'automòbils i de material agrícola, 1 paleta, 2 guixaires pintors, 2 fusteries, 1 lampisteria, 3 electricistes, 1 empresa de construcció, 1 perruqueria i 2 restaurants.
L'únic establiment comercial que hi havia el 2009 era una fleca.
L'any 2000 a Fyé hi havia 36 explotacions agrícoles que ocupaven un total de 1.696 hectàrees.

## Equipaments sanitaris i escolars
L'únic equipament sanitari que hi havia el 2009 era una farmàcia.
El 2009 hi havia una escola elemental integrada dins d'un grup escolar amb les comunes properes formant una escola dispersa.

## Poblacions més properes
El següent diagrama mostra les poblacions més properes.